# Прикубанский (Анапа)
Прикубанский — хутор в муниципальном образовании город-курорт Анапа Краснодарского края России. Входит в состав Первомайского сельского округа.

## География
Хутор находится в западной части края, на берегу реки Кубань, тремя отдаленными кварталами

## История
Согласно Закону Краснодарского края от 1 апреля 2004 года № 676-КЗ Прикубанский вошёл в состав образованного муниципального образования город-курорт Анапа

## Население
| 2002 | 2010 |
| ---- | ---- |
| 26   | ↘6   |

Национальный состав
Согласно результатам переписи 2002 года, в национальной структуре населения русские составляли 100 % от 26 жителей.

## Инфраструктура
Социальные объекты в населённом пункте отсутствуют. В центре сельского округа — станице Юровка — функционируют основная школа, детский сад и отделение Почты России.

## Транспорт
Хутор связан населёнными пунктами округа просёлочными дорогами.
Ближайшие железнодорожные станции — Юровский  и Темрюк  — находится в центре сельского округа — станице Юровка и городе Темрюк соответственно. В центре Темрюкского района находится и морской порт.